# 阿薩姆噪鶥
，是雀形目噪鹛科的一种鸟类。

## 特征
金翅噪鹛体重约71.7克，翼长约102.1毫米，嘴峰长约23.8毫米，喙宽度约4.6毫米，喙厚度约5.7毫米，跗蹠长约37.7毫米，尾长约114.2毫米。金翅噪鹛在其分布区内为留鸟，其栖息在密集的中等高度的林地中，食性为杂食性，主要食物来源是陆生无脊椎动物。

## 亚种
- ：分布于南阿萨姆邦（布拉马普特拉河以南）的山地森林。
- ：分布于阿萨姆邦东南部的山地森林。
- ：分布于东曼尼普尔和缅甸西南部。
- ：分布于缅甸东北部（克钦邦和北掸邦）和邻近的云南西南部地区。
- ：分布于中国南部（云南哀牢山）。[4]